# Biodiversità in India

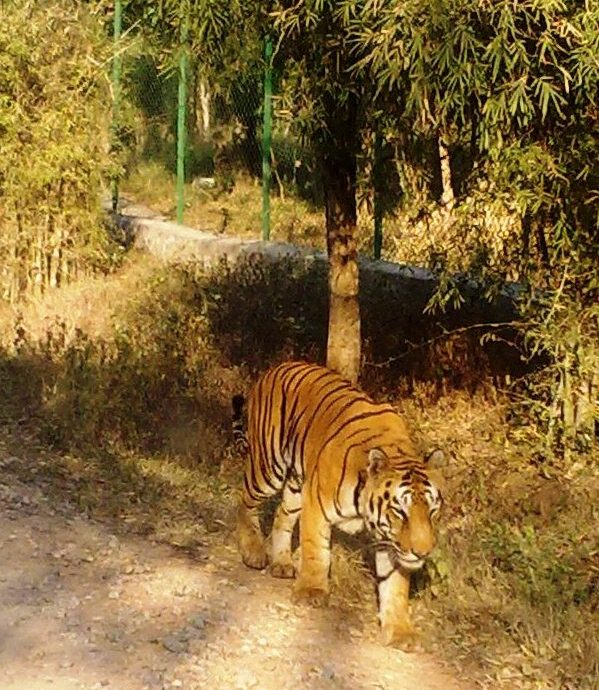
La tigre reale del Bengala.

La biodiversità in India è tra le più ricche, ampie e variegate del mondo. I confini politici della nazione comprendono una vasta gamma di ecozone, che vanno dal deserto all'alta montagna, dall'altopiano alla foresta tropicale alla foresta temperata, dalla palude alla pianura alla prateria, dalla zona fluviale all'isola all'arcipelago. Contiene inoltre tre punti caldi o hotspot di biodiversità, che sono i ghati occidentali, la parte orientale dell'Himalaya e la regione al confine con la Birmania; questi ospitano numerose specie endemiche.
L'India, per la maggior parte del suo territorio, si trova all'interno dell'ecozona orientale, col corso superiore della catena himalayana che fa invece parte dell'ecozona paleartica: tra i 2000–2500 m. vengono posti i confini altitudinali tra le due ecozone. La significativa biodiversità che caratterizza il paese è dimostrata anche dal suo far parte dei paesi megadiversi: è la patria del 7,6% di tutti i mammiferi, del 12,6% di tutti gli uccelli, del 6,2% di tutti i rettili, del 4,4% di tutti gli anfibi, dell'11,7% di tutti i pesci, ed infine anche del 6,0% di tutte le specie di piante da fiore.
La regione viene anche fortemente influenzata dal monsone estivo il quale produce vasti mutamenti stagionali sia della vegetazione sua dell'habitat in genere. Formando una gran parte della zona biogeografica indomalayana, molte tra le specie principali della sua flora e fauna mostrano vaste affinità con quella della regione Indocinese e quindi solo pochi taxon (unità di popolazione) sono costitutivamente specifici del subcontinente indiano in senso stretto.

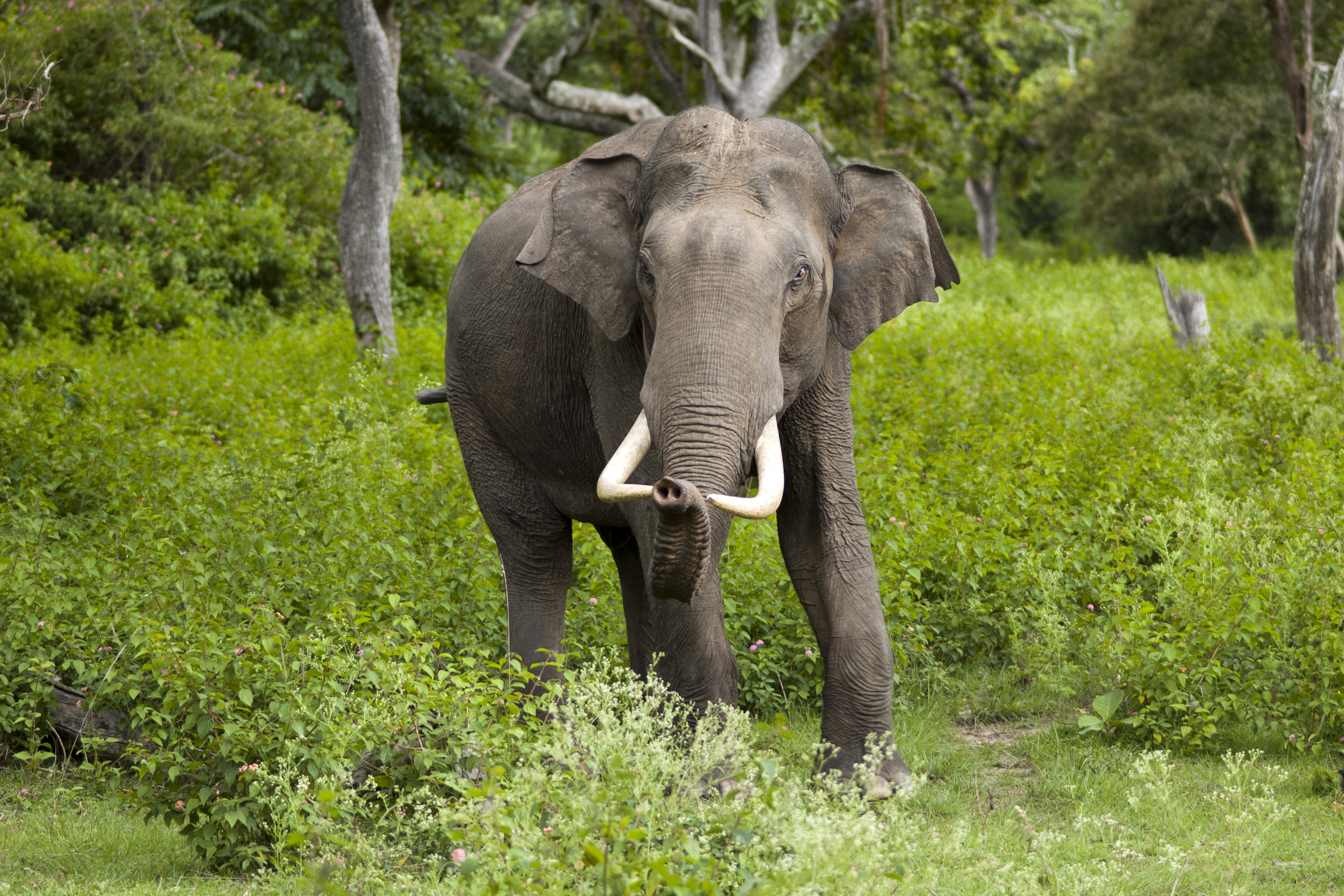
L'elefante indiano al parco nazionale di Bandipur.

Tra le forme viventi uniche dell'India possiamo includere la famiglia dei serpenti Uropeltidae i quali si trovano esclusivamente nei ghati occidentali e nello Sri Lanka. Alcuni fossili risalenti al Cretaceo hanno dimostrato esserci stretti collegamenti anche con le isole Seychelles e Madagascar che si trovano nell'oceano indiano al largo dell'Africa; una delle specie viventi che prova questo collegamento filogeografico è dato dalla rana viola.
La separazione tra la penisola indiana e il Madagascar si stima tradizionalmente possa essere avvenuta all'incirca 88 milioni di anni fa; vi sono tuttavia indizi che portano a pensare che i collegamenti col continente africano erano presenti anche nel momento in cui il subcontinente incontrò l'Eurasia entrando a farne parte.
L'India si è così dimostrata essere come una nave che ha spostato diversi taxa africani in Asia: questi comprendono ben cinque famiglie di rane (compresi i Myobatrachidae), tre di Gymnophiona, una di Lacertidae, oltre alle lumache di acqua dolce della famiglia Potamiopsidae.

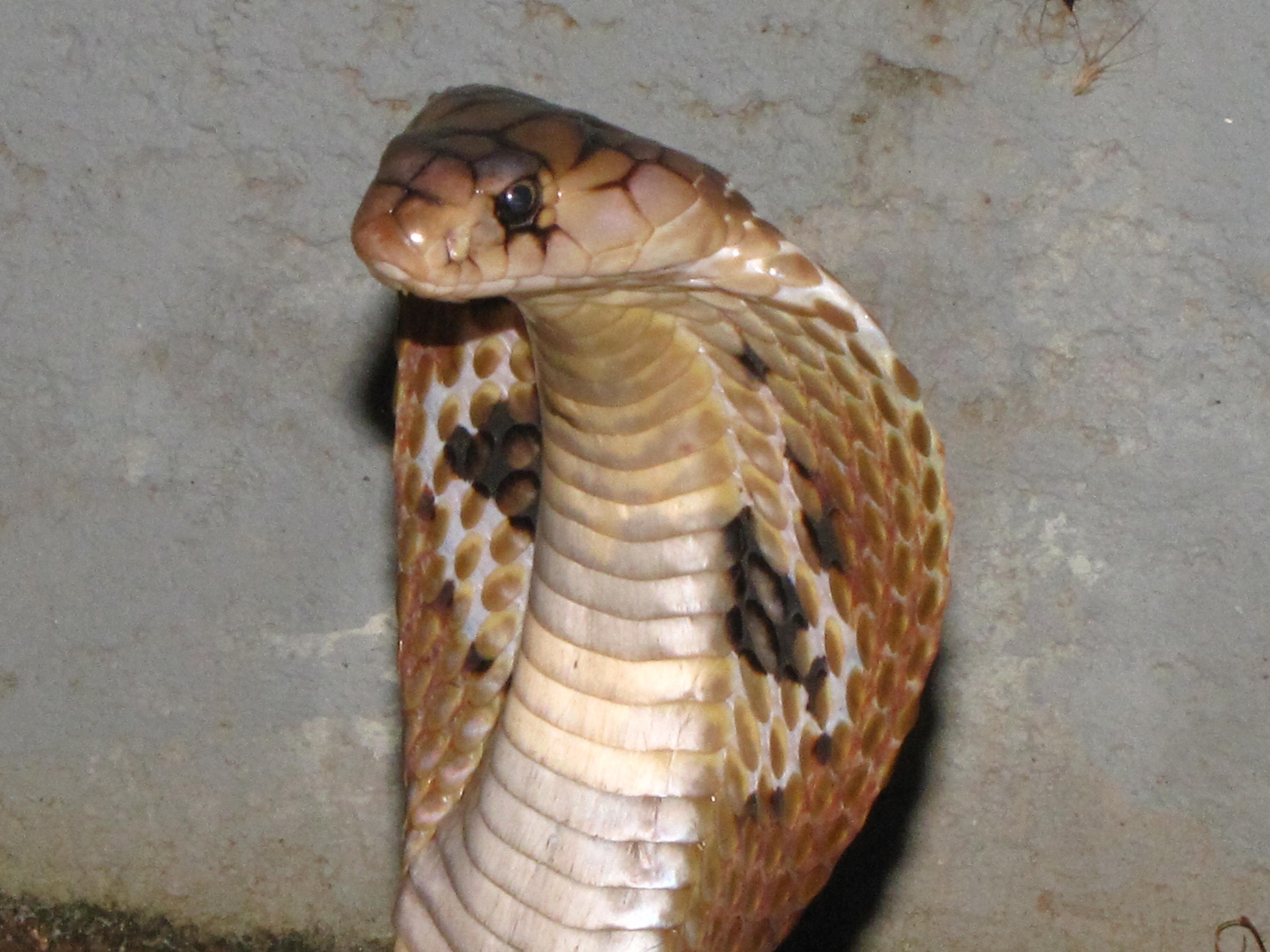
Il cobra indiano.

Un fossile di ciò che si crede essere un dente appartenuto ad un primate-lemure proveniente dal Pakistan centrale hanno portato all'ipotesi che vorrebbe i lemuri originali del continente asiatico; tali reperti risalenti all'Oligocene hanno tuttavia condotto a polemiche e controversie tra gli esperti e gli studiosi del settore. I fossili di lemure risalenti al più arcaico passato indiano hanno anche portato alla creazione di teorie riguardanti un misterioso "continente perduto" denominato Lemuria da situarsi proprio nell'oceano indiano. Questa ipotesi è però stata definitivamente respinta quando la deriva dei continenti e la tettonica delle placche divennero parti integranti della scienza ufficiale.
La flora e la fauna indiane sono state studiate e registrate fin dai tempi antichi, come parte integrante della tradizione popolare prima ed in seguito, con approcci più formalmente scientifici anche dai vari ricercatori; una tassonomia in tal senso è stata segnalata esser presente fin dal III secolo a.C. almeno. Un po' meno del 5% di questa superficie totale è formalmente classificata tra le aree naturali protette dell'India.
L'India è poi la patria di alcuni tra i maggiori mammiferi noti, tra cui l'elefante asiatico, la tigre del Bengala, il leone asiatico, il leopardo e il rinoceronte indiano; molti di questi animali sono assai radicati nella cultura indiana, spesso connessi con le divinità dell'Induismo. Tali esemplari faunistici sono importanti per il cosiddetto turismo della fauna selvatica in India, e diversi parchi nazionali e riserve naturali soddisfano queste esigenze.

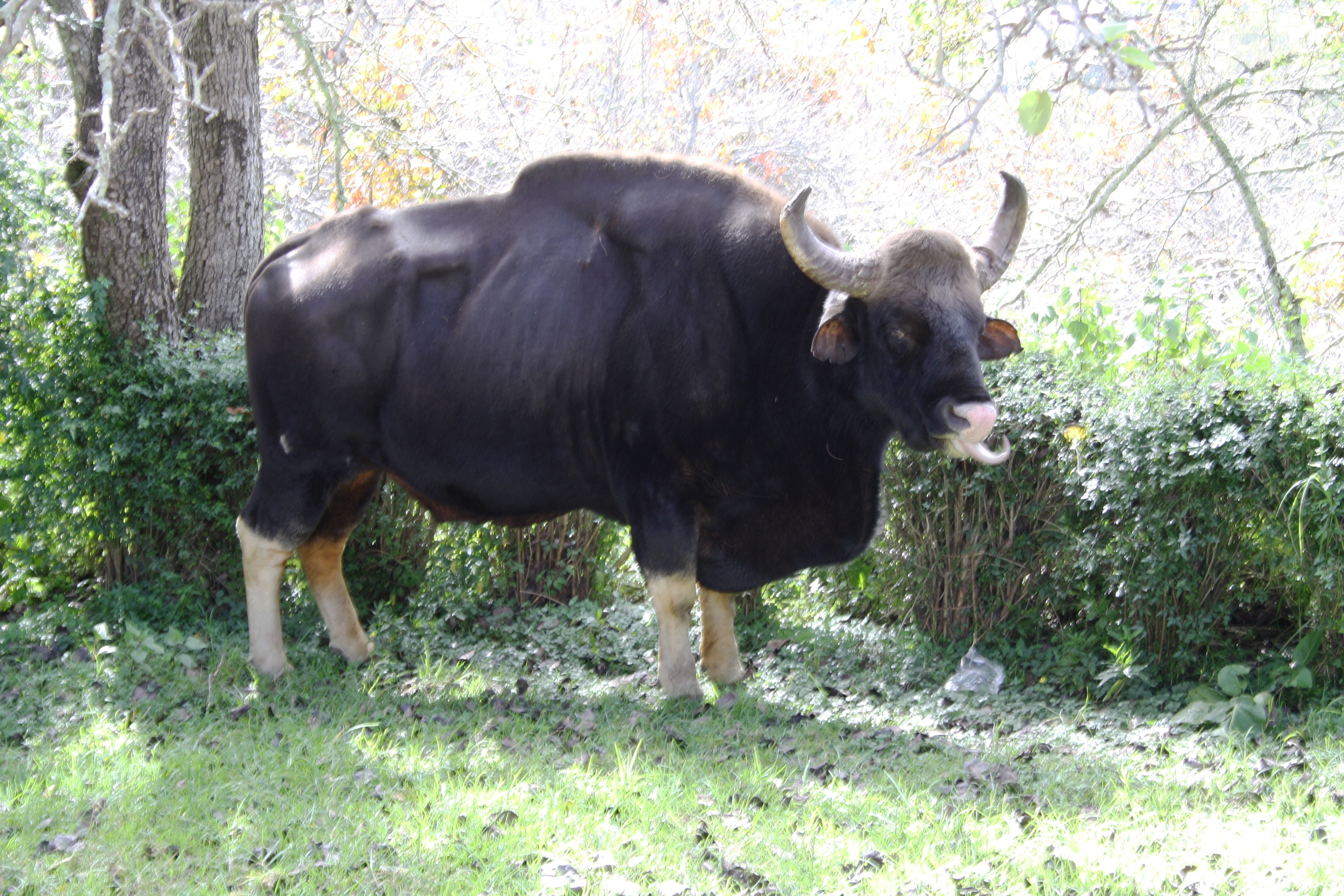
Il bisonte indiano fotografato in Tamil Nadu.

La popolarità di questi animali carismatici hanno anche aiutato enormemente gli sforzi nell'opera di conservazione e difesa del patrimonio naturale in India. La tigre è stata particolarmente importante, con il "Tiger Project" avviato nel 1972, un grande impegno atto alla preservazione della tigre e dei suoi habitat peculiari. L'"Elephant Project", anche se meno conosciuto, è iniziato nel 1992 e lavora attivamente per la protezione dell'elefante indiano. La maggior parte di esemplari di rinoceronte indiano invece oggi sopravvivere nel Parco nazionale di Kaziranga.
Alcuni altri ben noti grandi mammiferi indiani sono: ungulati come il bufalo d'acqua, il nilgau, il bos gaurus e diversi tipi di cervo e antilope. Alcuni membri della famiglia del cane, come il lupo indiano, la volpe del Bengala, lo sciacallo dorato e il cuon alpinus (dhole o "cane selvatico") sono ampiamente distribuiti. L'India è infine anche la residenza stabile della iena striata. Molti animali più piccoli, come i macachi, i langur e varie specie di mangusta sono particolarmente e ben noti per la loro capacità di vivere vicino o all'interno delle aree urbane senza apparenti problemi o difficoltà.

## Diversità

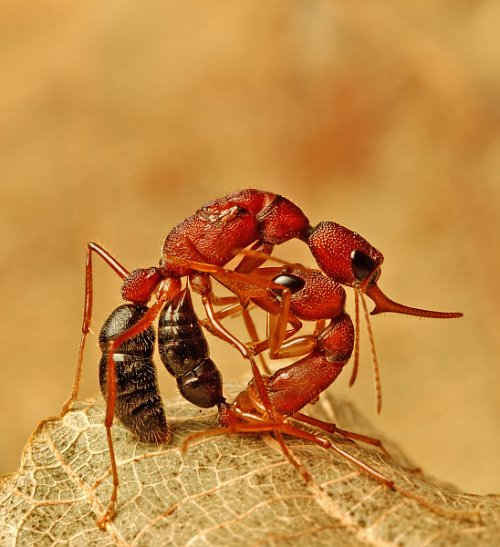
La formica indiana "Harpegnathos saltator".

Ci sono a tutt'oggi informazioni sufficienti sugli invertebrati e le forme inferiori di vita organica presenti nella penisola indiana, ma con un lavoro significativamente accurato che è stato fatto solo per pochi gruppi di insetti, in particolare la farfalle, gli odonati, gli imenotteri, i coleotteri più grande e gli Heteroptera. Pochi tentativi concertati per documentare la biodiversità sono stati fatti dopo la pubblicazione della serie "The Fauna of British India, Including Ceylon and Burma" (a partire dal 1881, da parte di William Thomas Blanford).
Ci sono circa 2.546 specie di pesci (circa l'11% delle specie mondiali) nelle acque indiane; circa 197 specie di anfibi (il 4,4% del totale mondiale) e più di 408 specie di rettili (il 6% del totale mondiale) si trovano in India. Tra questi gruppi i più alti livelli di endemismo si trovano negli anfibi.
Ci sono inoltre circa 1.250 specie di uccelli provenienti dall'India, con alcune varianti, a seconda della trattazione tassonomica, che rappresentano circa il 12% delle specie mondiali. Vi sono anche 410 specie di mammiferi conosciute, che è circa l'8,86% delle specie mondiali.
Il "World Conservation Monitoring Centre" (UNEP-WCMC), agenzia esecutiva per il programma delle Nazioni Unite per l'ambiente fornisce una stima di circa 15.000 specie di piante da fiore presenti all'interno del territorio nazionale.

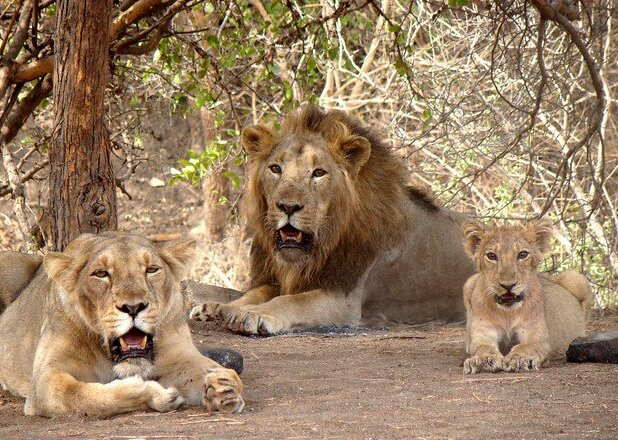
Una "famiglia" di leone indiano al Gir Forest Wildlife Sanctuary in Gujarat.

## Punti caldi di biodiversità

### Western Ghats
I Ghati occidentali sono una catena di colline che corrono lungo il bordo occidentale della penisola dell'India. La loro vicinanza al mare e per effetto orografico, ricevono un'elevata piovosità. Queste regioni hanno boschi umidi di latifoglie e di foresta pluviale. La regione presenta inoltre un'elevata diversità di specie, nonché alti livelli di endemismo. Quasi il 77% degli anfibi e il 62% delle specie di rettili presenti qui non si trovano in nessun altro luogo.
La regione mostra affinità biogeografiche con la penisola malese e l'ipotesi dell'ittiologo Sunder Lal Hora suggerisce che le catene collinari dell'India centrale potrebbero aver avuto durante il tempo della loro formazione un collegamento con le foreste del nord-est indiano e con la regione indo-malese. Hora ha utilizzato i propri studi sui pesci di torrente a sostegno della teoria, ma ciò è stato anche proposto nei riguardi degli uccelli. Studi successivi hanno suggerito che le specie del modello originale di Hora erano una dimostrazione di evoluzione convergente anziché di speciazione dall'isolamento.
Gli studi più recenti di filogeografia hanno cercato di approfondire la questione utilizzando anche approcci molecolari. Vi sono pure differenze di taxa che dipendono dal tempo di divergenza e dalla storia geologica. Insieme allo Sri Lanka questa regione mostra anche alcune somiglianze con la fauna del Madagascar, soprattutto per quanto riguarda i rettili e gli anfibi; gli esempi includono alcuni serpenti, la rana viola e (in Sri Lanka) lo Scincidae del genere Nessia il quale appare del tutto simile al genere malgascio Acontias. Esistono poi anche numerosi collegamenti floreali col la regione del Madagascar. Un'ipotesi alternativa che è stata parimenti suggerita vuole che questi taxa possano essersi originariamente evoluti isolatamente in India.
Si trovano infine Bio-stranezze geografiche con alcuni taxa di origine malese che si trovano anch'essi in Sri Lanka, ma assenti invece dai Ghati occidentali: questi includono sia gruppi di insetti che di piante, come quelle del genere Nepenthes.

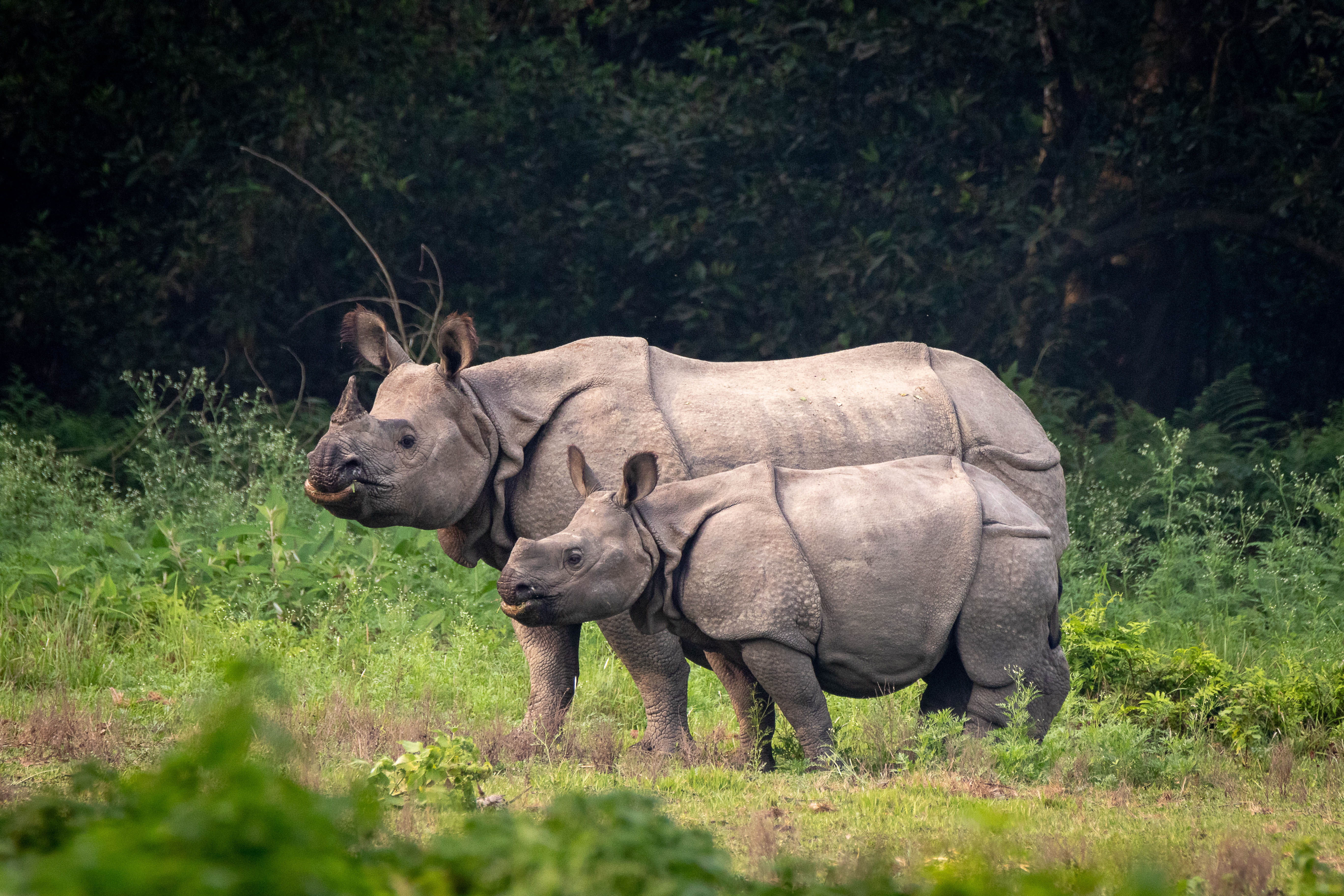
Esemplari di rinoceronte indiano.

### Himalaya orientale
L'Himalaya orientale è la regione che comprende il Bhutan, l'India nord-orientale, ed il Nepal sud-centro-orientale. Tutto questo territorio è geologicamente giovane e mostra un'alta variabilità altitudinale. Ha quasi 163 specie globalmente minacciate, tra cui il rinoceronte indiano (Rhinoceros unicornis) e il bufalo d'acqua asiatico selvatico (Bubalus bubalis arnee); ed in tutto 45 mammiferi, 50 uccelli, 17 rettili, 12 anfibi, 3 invertebrati e 36 piante vengono considerate minacciate o specie a rischio grave d'estinzione.
La cosiddetta "libellula relitto" (Epiophlebia laidlawi) è una delle specie in via di estinzione che si trovano qui, con i soli altri esemplari esistenti del genere rinvenuti in Giappone. La regione è anche sede del "tritone Himalayan" (Tylototriton verrucosus), l'unica specie di salamandra presente entro i confini naturali indiani.

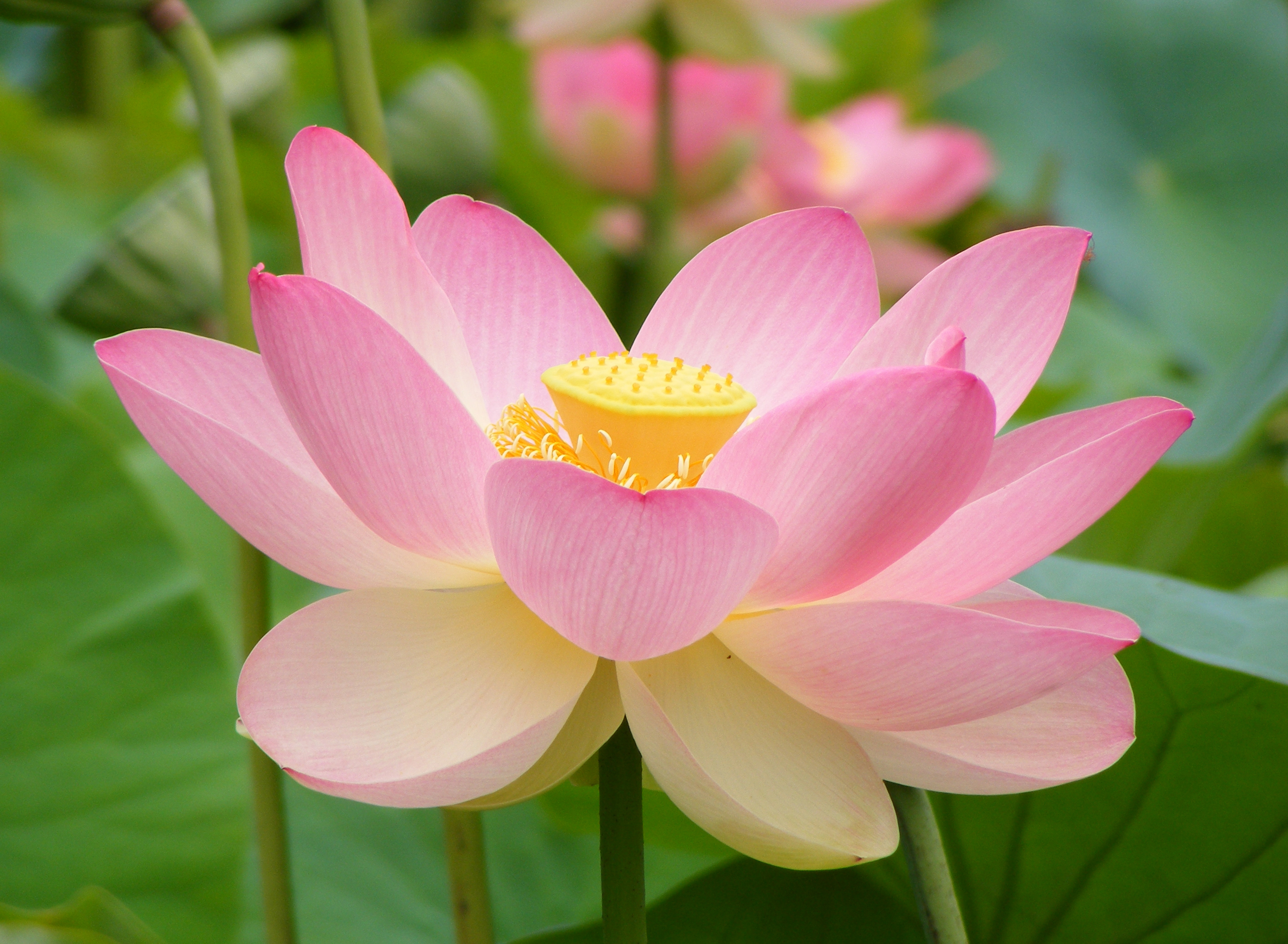
Un loto, il fiore nazionale indiano.

## Flora
La flora dell'India è una delle più ricche del pianeta, vista la varietà del clima, della topologia e degli ambienti esistenti nel Paese. Si pensa ci siano oltre 18000 specie di piante da fiore, il che rappresenta oltre il 6% delle specie vegetali esistenti nel mondo. La flora indiana comprende oltre 50000 specie, di cui diverse endemiche.
Fin dall'antichità, l'utilizzo di piante come fonte di farmaci è stata parte integrante della cultura indiana. Ci sono più di 3000 piante ufficialmente documentate, che possiedono un grande potenziale medico. La nazione è divisa in otto principali regioni floristiche: Himalaya occidentale, Himalaya orientale, Assam, pianura dell'Indo, pianura del Gange, altopiano del Deccan, Malabar e Andamane.

## Forme estinte e fossili
Nel corso del primo periodo Cenozoico l'altopiano indiano, quello che oggi è l'India peninsulare, era una grande isola; ma prima di diventare un'isola era strettamente connessa alla regione africana: nel corso di questa lunghissima epoca l'isola si trovava separata dal resto del continente asiatico da un mare poco profondo. La regione himalayana attuale e la maggior parte del Tibet facevano parte di tale mare. Il movimento del subcontinente indiano incontro alla massa asiatica ha creato le grandi catene dell'Himalaya e ha sollevato il fondo del mare in quello che è oggi la grande pianura dell'India del nord.
Una volta collegato al continente asiatico, molte specie si trasferirono in India. Tutta la catena montuosa himalayana è stata creati a seguito di diversi sconvolgimenti periodici. I monti Shivalik si sono formati successivamente e il maggior numero di reperti fossili del Terziario si trovano in queste aree ed includono mastodonti, l'ippopotamo e il rinoceronte, il Sivatherium, la grande "tigre dai denti a sciabola" Machairodontinae della sottofamiglia di felidi preistorici, il leone e la tigre, l'orso labiato, l'Aurochs, il leopardo e il lupo, il dhole, eppoi l'istrice, il coniglio e una miriade di altri mammiferi.
Molte specie di alberi fossili sono stati trovati nella formazione (stratigrafia) geologica del Cretacico superiore conosciuta come "Intertrappean Beds", tra cui il Grewioxylon dall'Eocene e il keralensis Heritieroxylon dalla metà del Miocene in Kerala, mentre il Heritieroxylon arunachalensis dal mio-Pliocene dell'Arunachal Pradesh e in molti altri luoghi. La scoperta di Glossopteris - felce fossile proveniente oltre che dall'India anche dall'Antartide ha portato alla scoperta del Gondwana e alla maggiore comprensione della deriva dei continenti. Fossili di Cycadales sono tra quelli maggiormente noti per essersi originati nella regione, ma sette specie di quest'ordine (tassonomia) continuano a sopravvivere ancor oggi in India.
Il Titanosaurus indicus è stato forse il primo dinosauro ad essere scoperto in India, da parte di Richard Lydekker nel 1877 nella valle del Narmada; questa zona è stata una delle aree più importanti per la paleontologia indiana. Un altro dinosauro noto proveniente dal territorio della penisola è il Rajasaurus narmadensis, un carnivoro dal corpo massiccio appartenente ai teropodi che abitavano la zona nei pressi dell'odierno fiume Narmada: misuravano almeno 9 metri di lunghezza e ben 3 metri di altezza in posizione orizzontale ed avevano una doppia cresta a mo' di corona sul cranio.
Sono anche noti alcuni serpenti fossili risalenti a quest'epoca. Alcuni scienziati hanno suggerito che siano stati i flussi di lava originatisi dall'altopiano del Deccan, con i conseguenti gas prodotti, i responsabili della globale estinzione dei dinosauri, ma questi dati ipotetici sono stati largamente sottoposti a serrata contestazione e dispute tra esperti.
L'Himalayacetus subathuensis è il più antico fossile conosciuto di balena della famiglia Protocetidae (risalente all'Eocene, circa 53,5 milioni di anni fa), che è stato rinvenuto nelle colline attorno a Simla nel Bengala occidentale ai piedi dell'Himalaya; questa zona era interamente sott'acqua e faceva parte del gran mare Tetide durante il periodo Terziario (quando l'India era ancora un'isola che si trovava al largo dell'Asia). Questa balena potrebbe essere stata in grado di vivere in parte anche sulla terra. Altre balene fossili indiane includono il Remingtonocetus di circa 43-46 milioni di anni fa.
Diversi piccoli fossili di mammiferi sono stati registrati nei letti dei corsi d'acqua, ma mammiferi più grandi rimangono per lo più sconosciuti. Gli unici grandi fossili di primati sono stati registrati provenire dalla regione del Birmania ai confini col territorio indiano.

### Estinzioni recenti
Lo sfruttamento dei terreni e delle risorse forestali da parte dell'uomo attraverso la caccia e la cattura sia per motivi di alimentazione che per semplice sport ha portato all'estinzione o quasi di molte specie negli ultimi tempi. Probabilmente la prima specie a scomparire durante il periodo della civiltà della valle dell'Indo è stata quella denominata Bos primegenius nomadicus o "zebù selvaggio", una specie di bovino selvatico sottospecie del Bos taurus primigenius (Uro o Aurochs)) la quale svanì tra la valle dell'Indo e l'attuale India occidentale, forse a causa di un inter-allevamento con i bovini domestici e conseguente frammentazione delle popolazioni selvatiche a causa della perdita di habitat.
Mammiferi di notevoli dimensioni che si presume possano essersi definitivamente estinti all'interno del territorio nazionale includono il ghepardo asiatico, il rinoceronte di Giava e il rinoceronte di Sumatra. Mentre per alcuni di questi grandi mammiferi è stata confermate l'estinzione, ci sono ancora molte specie animali e vegetali più piccole il cui stato è maggiormente difficoltoso da determinare, con molte specie le quali non sono più state avvistate dal tempo della loro prima descrizione. L'Hubbardia heptaneuron, una specie di erba che cresceva nella zona dattorno a Jog Falls prima della costruzione della diga Linganamakki, era stata data oramai per estinti fino a quando alcuni esemplari furono riscoperti vicino a Kolhapur.
Alcune specie di uccelli si sono estinte negli ultimi tempi, tra cui l'anatra dalla testa rosa (Rhodonessa caryophyllacea) e la Quaglia dell'Himalaya (Ophrysia superciliosa). Una specie di luì, la Cannaiola beccogrosso (Acrocephalus orinus), noto in precedenza da un singolo esemplare raccolto da Allan Octavian Hume nei pressi di Rampur (Himachal Pradesh) è stato riscoperto dopo 139 anni in Thailandia. Allo stesso modo, l'uccello notturno Rhinoptilus bitorquatus, che prende il nome dallo zoologo Thomas Caverhill Jerdon che la scoprì nel 1848, è stato riscoperto nel 1986 da Bharat Bhushan, un ornitologo in attività presso la "Bombay Natural History Society" dopo essere stato creduto del tutto estinto.

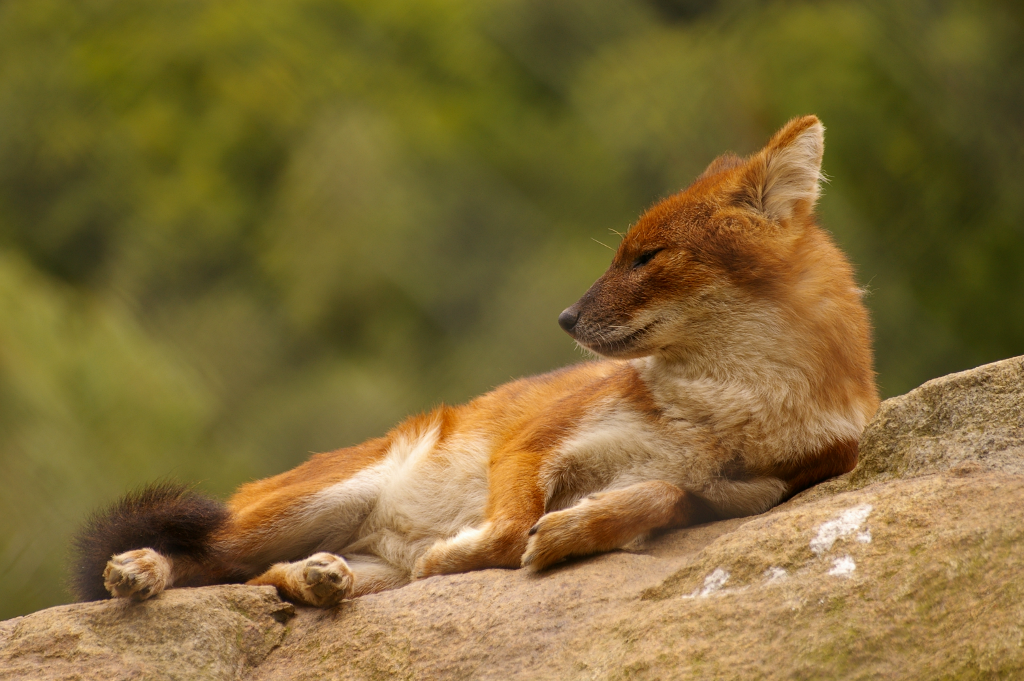
Un Cuon alpinus, conosciuto comunemente come "cane selvatico asiatico".

### Contributo umano nella distruzione della fauna
Anche se l'India attualmente è considerata un paese mega vario con molte specie mondiali presenti al suo interno, la caccia accanita praticata da parte dell'uomo ha svolto un ruolo cruciale nella diminuzione del numero di animali. Uno degli animali maggiormente sottoposto agli attacchi umani è la tigre la qual è stata spietatamente cacciata da molti territori che rappresentavano il suo naturale habitat per favorire lo sviluppo urbano, ma anche e soprattutto per il bracconaggio. Si tratta di un business di grande successo, che è dovuto alla forte domanda di ossa di tigre per la medicina tradizionale cinese. Anche il rinoceronte indiano, che si trova soprattutto nel parco nazionale di Kaziranga a causa dell'enorme richiesta di questo tipo è velocemente entrato a far parte delle specie a rischio.

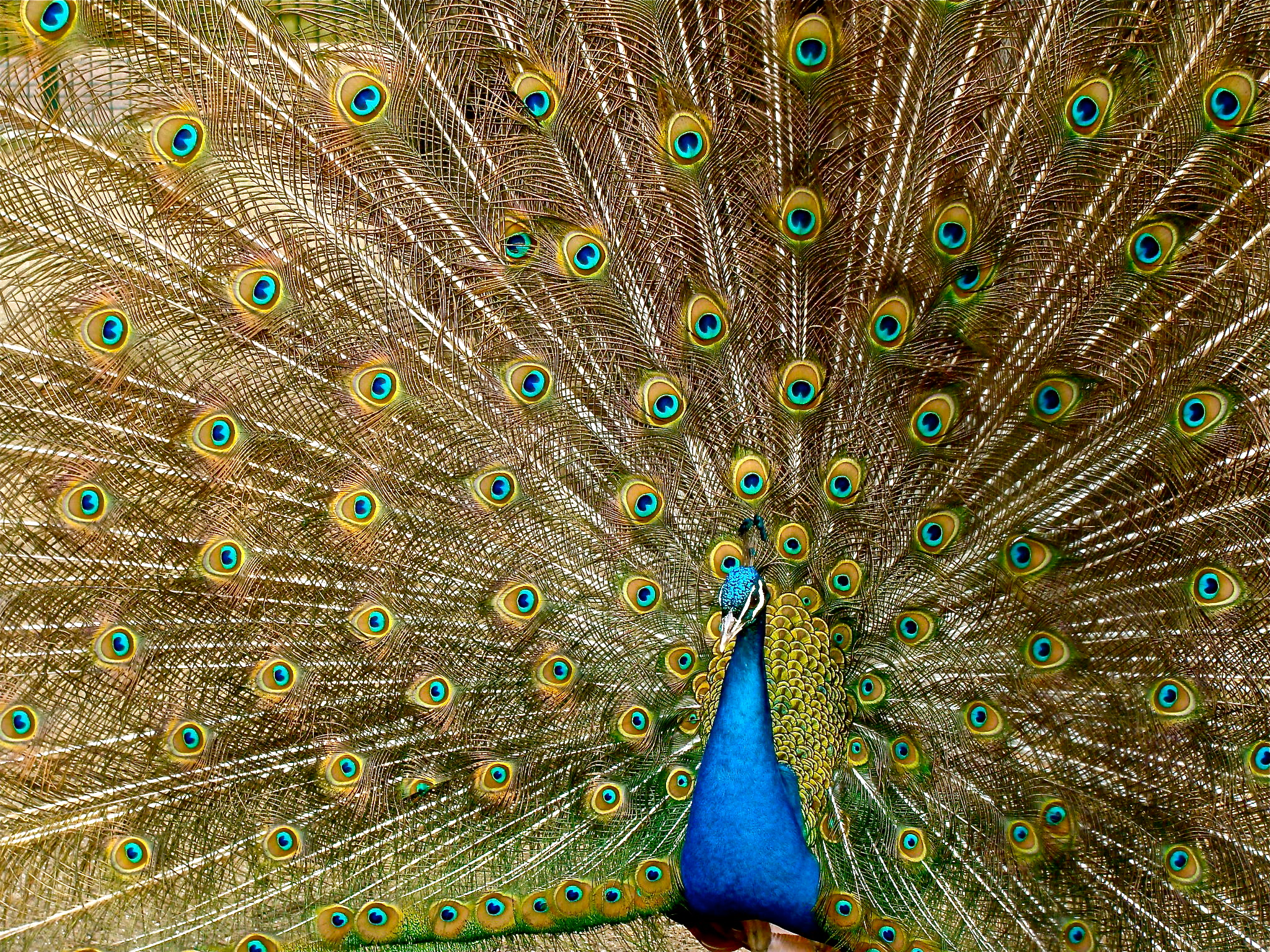
Il pavone comune è originario del territorio indiano.

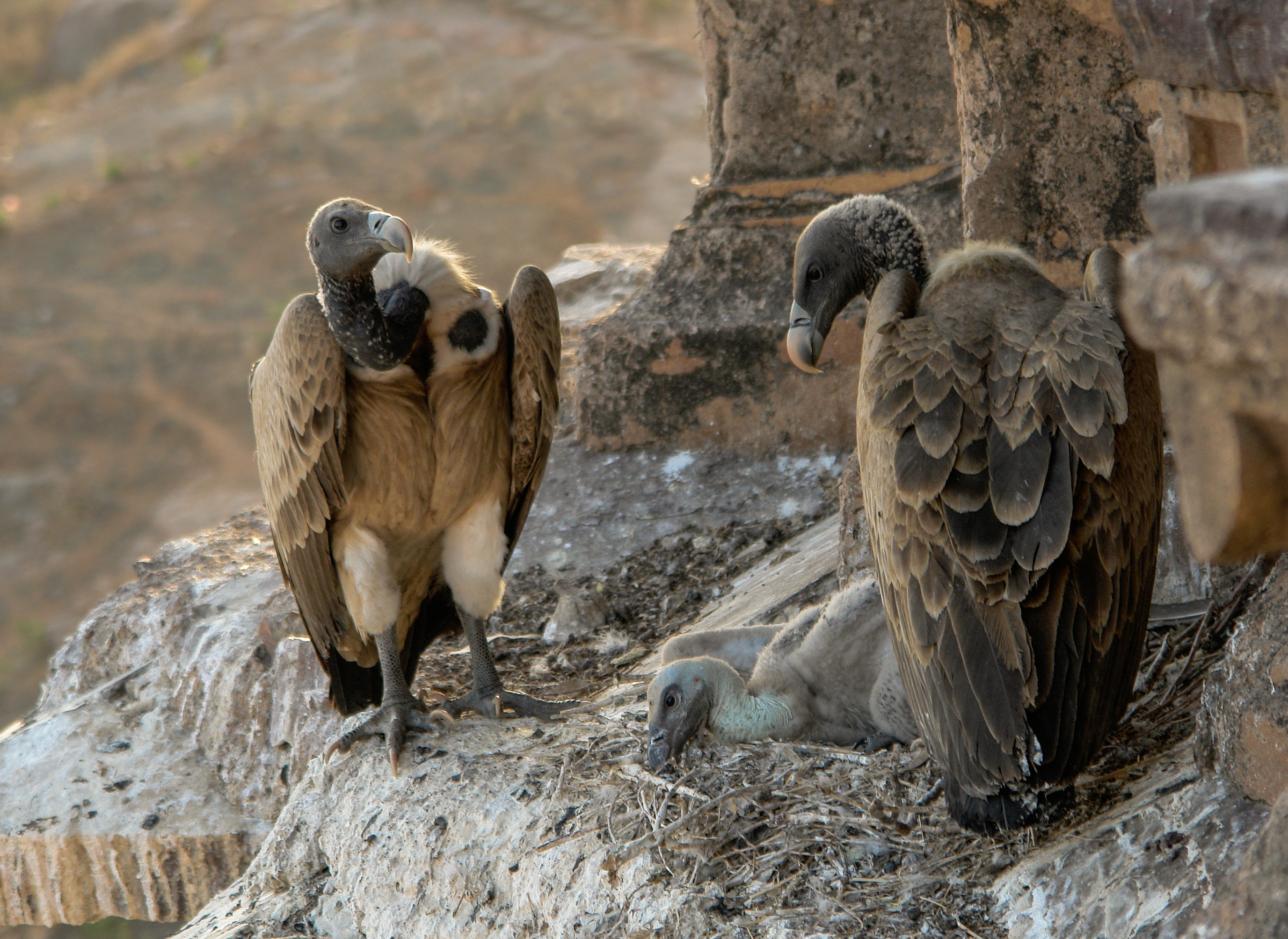
Esemplari di avvoltoio indiano nel loro nido a Orchha.

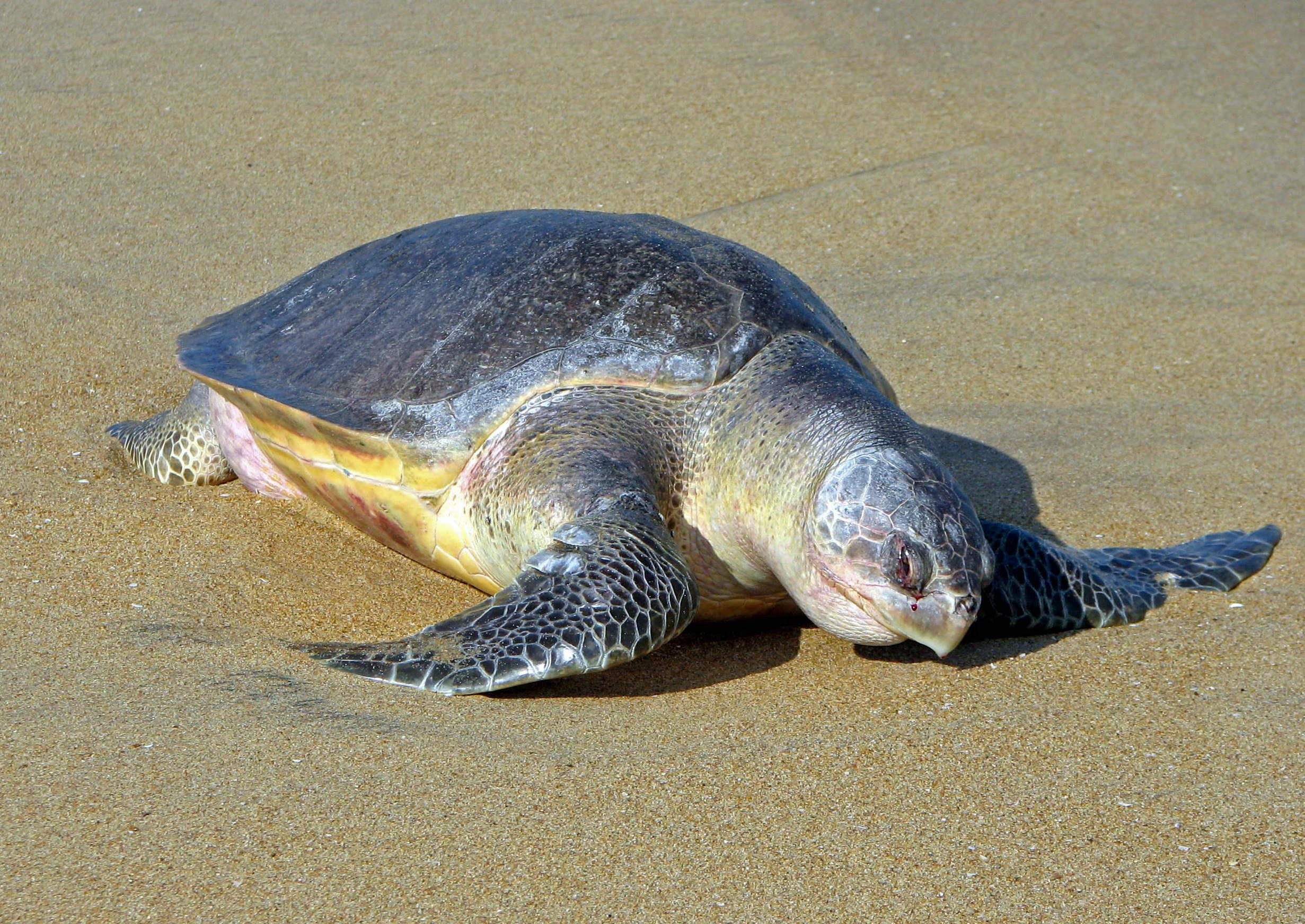
La tartaruga marina olivacea vive lungo le coste dell'oceano indiano.

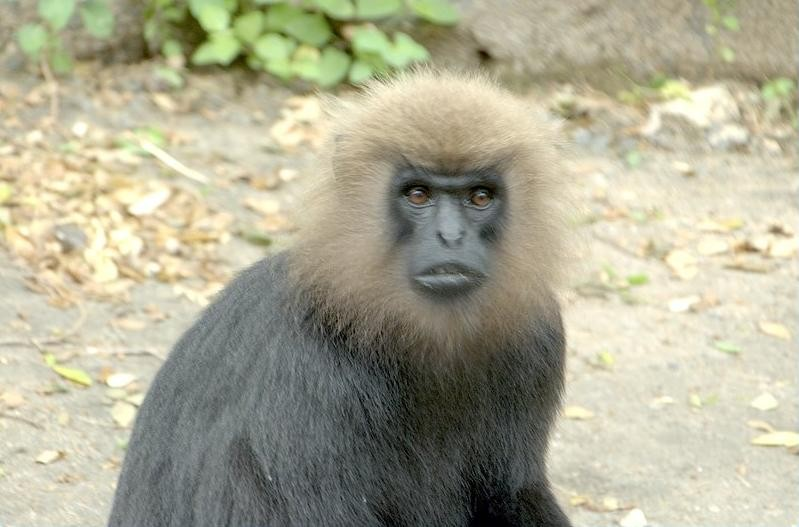
Il langur del Nilgiri presente soltanto nell'India meridionale.

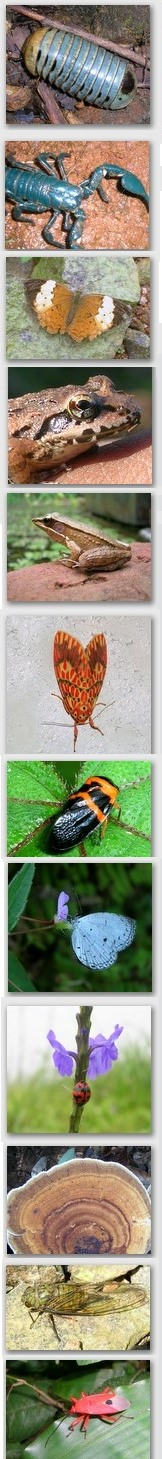
Scorci di biodiversità indiana.

## Specie animali stimate
Una stima del numero di specie facenti parte del gruppo esistente sul suolo indiano è il seguente. Questo si basa su "Alfred, 1998".
| Gruppo tassonomico                          | Specie mondiali | Specie indiane | % di specie presenti in India |
| PROTISTA                                    |                 |                |                               |
| Protozoa                                    | 31250           | 2577           | 8.24                          |
| Total (Protista)                            | 31250           | 2577           | 8.24                          |
| ANIMALIA                                    |                 |                |                               |
| Mesozoa                                     | 71              | 10             | 14.08                         |
| Porifera                                    | 4562            | 486            | 10.65                         |
| Cnidaria                                    | 9916            | 842            | 8.49                          |
| Ctenophora                                  | 100             | 12             | 12                            |
| Platyhelminthes                             | 17500           | 1622           | 9.27                          |
| Nemertinea                                  | 600             |                |                               |
| Rotifera                                    | 2500            | 330            | 13.2                          |
| Gastrotricha                                | 3000            | 100            | 3.33                          |
| Kinorhyncha                                 | 100             | 10             | 10                            |
| Nematoda                                    | 30000           | 2850           | 9.5                           |
| Nematomorpha                                | 250             |                |                               |
| Acanthocephala                              | 800             | 229            | 28.62                         |
| Sipuncula                                   | 145             | 35             | 24.14                         |
| Mollusca                                    | 66535           | 5070           | 7.62                          |
| Echiura                                     | 127             | 43             | 33.86                         |
| Annelida                                    | 12700           | 840            | 6.61                          |
| Onychophora                                 | 100             | 1              | 1                             |
| Arthropoda                                  | 987949          | 68389          | 6.9                           |
| Crustacea                                   | 35534           | 2934           | 8.26                          |
| Insecta                                     | 853000          | 53400          | 6.83                          |
| Arachnida                                   | 73440           |                | 7.9                           |
| Pycnogonida                                 | 600             |                | 2.67                          |
| Pauropoda                                   | 360             |                |                               |
| Chilopoda                                   | 3000            | 100            | 3.33                          |
| Diplopoda                                   | 7500            | 162            | 2.16                          |
| Symphyla                                    | 120             | 4              | 3.33                          |
| Merostomata                                 | 4               | 2              | 50                            |
| Phoronida                                   | 11              | 3              | 27.27                         |
| Bryozoa (Ectoprocta)                        | 4000            | 200            | 5                             |
| Endoprocta                                  | 60              | 10             | 16.66                         |
| Brachiopoda                                 | 300             | 3              | 1                             |
| Pogonophora                                 | 80              |                |                               |
| Praipulida                                  | 8               |                |                               |
| Pentastomida                                | 70              |                |                               |
| Chaetognatha                                | 111             | 30             | 27.02                         |
| Tardigrada                                  | 514             | 30             | 5.83                          |
| Echinodermata                               | 6223            | 765            | 12.29                         |
| Hemichordata                                | 120             | 12             | 10                            |
| Chordata                                    | 48451           | 4952           | 10.22                         |
| Protochordata (Cephalochordata+Urochordata) | 2106            | 119            | 5.65                          |
| Pisces                                      | 21723           | 2546           | 11.72                         |
| Amphibia                                    | 5150            | 209            | 4.06                          |
| Reptilia                                    | 5817            | 456            | 7.84                          |
| Aves                                        | 9026            | 1232           | 13.66                         |
| Mammalia                                    | 4629            | 390            | 8.42                          |
| Total (Animalia)                            | 1196903         | 868741         | 7.25                          |
| Grand Total (Protosticta+Animalia)          | 1228153         | 871318         | 7.09                          |

## Riserve della biosfera
Il governo indiano ha stabilito diciotto riserve della biosfera le quali cercano di proteggere le maggiori aree possibile di habitat naturale; spesso includono uno o più parchi e/o riserve nazionali, lungo zone cuscinetto che rimangono aperte ad alcuni usi economici. La protezione è accordata non solo alla flora e alla fauna della regione protetta, ma ciò vale anche per le comunità umane che abitano queste regioni, e i loro modi - usi e costumi - di vita. Nove di queste diciotto fanno inoltre parte della rete mondiale delle riserve della Biosfera, sulla base della lista stilata dall'UNESCO.